# Krążowniki typu Infanta Maria Teresa
Krążowniki typu Infanta Maria Teresa – seria trzech hiszpańskich krążowników pancernych: "Infanta Maria Teresa", "Vizcaya" i "Almirante Oquendo". Zbudowano je w Hiszpanii w Bilbao, weszły do służby w marynarce hiszpańskiej w 1893 roku. Zostały utracone w wojnie amerykańsko-hiszpańskiej w 1898.

## Opis
Budowę okrętów zamówiono w czerwcu 1889. Były to średniej wielkości krążowniki pancerne, w niektórych publikacjach określane błędnie jako krążowniki pancernopokładowe z uwagi na mało rozległy pancerz burtowy. Ogólnie poziom ochrony okrętów był słaby - burty były chronione jedynie przez gruby, lecz wąski pas pancerny w rejonie linii wodnej, na ok. 2/3 długości kadłuba, obejmujący śródokręcie (większa część dość wysokich burt nie była wobec tego chroniona w żaden sposób). Nad pasem był płaski pokład pancerny, zakrzywiony w dół na dziobie i rufie (poza pasem pancernym). Ponadto opancerzona była artyleria głównego kalibru umieszczona w dwóch zakrytych barbetach oraz wieża dowodzenia. Słabością okrętów była także nie najlepsza jakość artylerii systemu Hontoria. Podczas wojny amerykańsko-hiszpańskiej okręty te miały nieoczyszczone dna z obrastających je organizmów, co spowodowało znaczny spadek ich prędkości.
| Nazwa                | położenie stępki | wodowanie    | wejście do służby | los                |
| -------------------- | ---------------- | ------------ | ----------------- | ------------------ |
| Infanta Maria Teresa | 1889             | 30. 08. 1890 | 1893              | zatopiony 3.7.1898 |
| Vizcaya              | 1889             | 08. 07. 1891 | 1893              | zatopiony 3.7.1898 |
| Almirante Oquendo    | styczeń 1889     | 04. 10. 1891 | 1893              | zatopiony 3.7.1898 |

## Zarys służby
Na początku 1898 roku "Vizcaya" odbył kurtuazyjną wizytę w Nowym Jorku, po czym powrócił do Hiszpanii. Wszystkie trzy okręty weszły następnie w skład eskadry kontradmirał Cervery wysłanej w kwietniu 1898 z Hiszpanii na Kubę w obliczu rysującego się konfliktu Hiszpanii ze Stanami Zjednoczonymi. "Infanta Maria Teresa" była okrętem flagowym eskadry. Dowódcą "Infanta Maria Teresa" był Victor Concas, dowódcą "Vizcaya" -Don Antonio Eulate, a dowódcą "Almirante Oquendo" był kapitan Lagaza. 
29 maja 1898 eskadra została zablokowana przez siły amerykańskie w porcie Santiago de Cuba. Podczas próby przedarcia się przez blokadę 3 lipca 1898, doszło do bitwy pod Santiago de Cuba, w której wszystkie trzy okręty typu Infanta Maria Teresa zostały zatopione na płytkiej wodzie u wybrzeży Kuby na skutek ostrzału artyleryjskiego amerykańskich okrętów.
Amerykanie próbowali następnie podnieść okręt "Infanta Maria Teresa" i wcielić do swojej marynarki, lecz zatonął on przy próbie holowania. 

## Dane techniczne
Uzbrojenie:
- 2 działa kalibru 280 mm Hontoria 28 cm/35 Model 1883, długość lufy L/35 kalibrów (w 2 zakrytych barbetach na dziobie i rufie, 2xI)
- 10 dział kalibru 140 mm Hontoria (w stanowiskach na burtach)
- 8 dział kalibru 57 mm Hotchkiss (lub Nordenfelt)[4]
- 8 dział rewolwerowych kalibru 37 mm[5]
- 2 karabiny maszynowe 22 mm Nordenfelt[6]
- 2 działa desantowe 70 mm[3]
- 8 wyrzutni torpedowych

Opancerzenie:

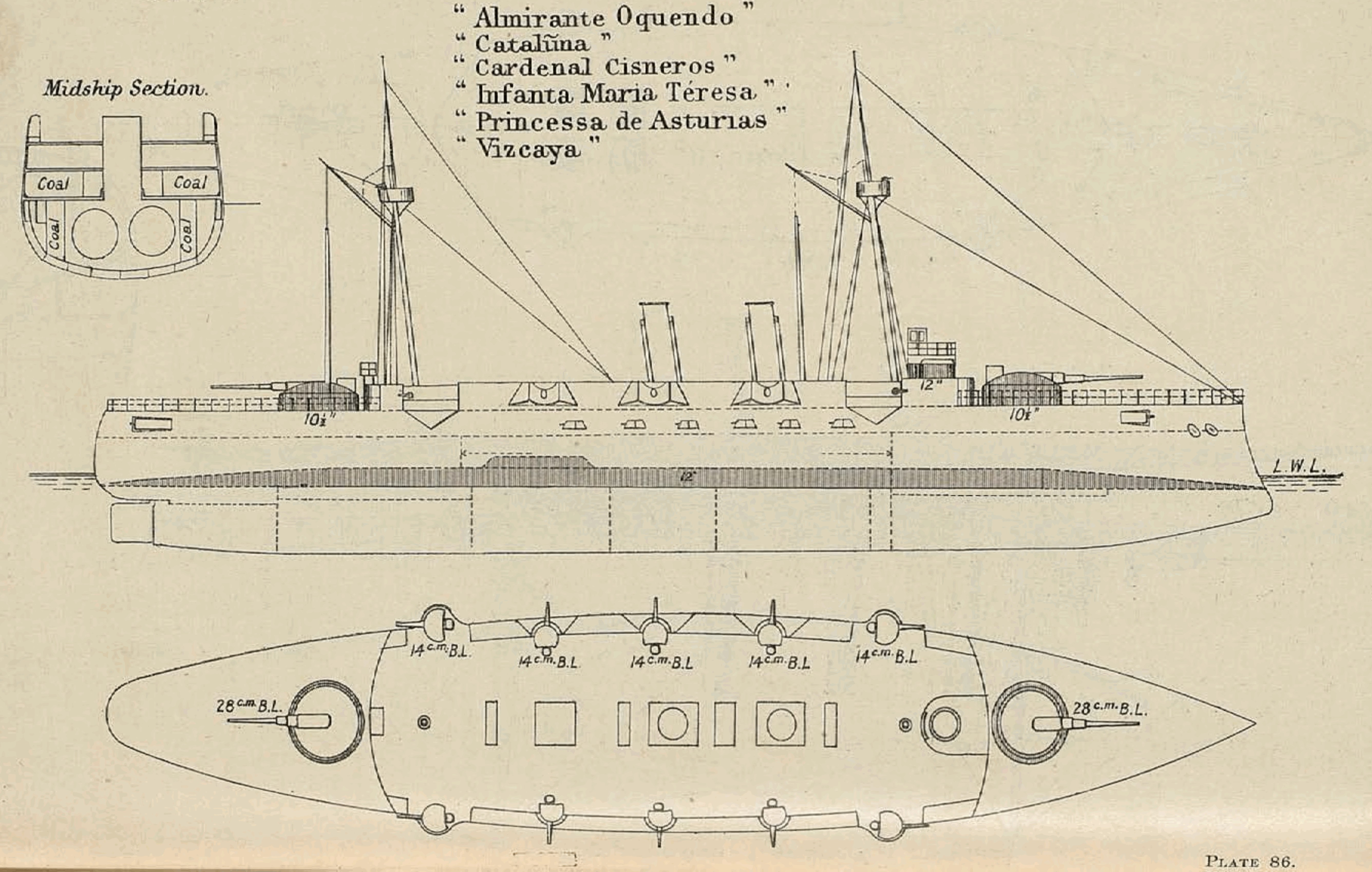
Schemat opancerzenia okrętów (pancerz zaciemniony)

- burty - pas 305–254 mm (pancerz compound[3])
- pokład pancerny - 50–76 mm
- barbety artylerii głównej - 229 mm[2]
- wieża dowodzenia(inne języki) - 305 mm